# Нигер на Паралимпийских играх
Нигер на Паралимпийских играх впервые принял участие в 2004 году на летних Играх в Афинах. На зимних Играх делегация Нигера участия пока не принимала. Медалей на Играх спортсмены Нигера пока не завоевали.